# Вокзал Кастроп-Рауксель
Вокзал Кастроп-Рауксель (нем. Castrop-Rauxel Hauptbahnhof) — главный железнодорожный вокзал города Кастроп-Рауксель (федеральная земля Северный Рейн-Вестфалия). По немецкой системе классификации вокзал Кастроп-Рауксель относится к категории 4.

## История

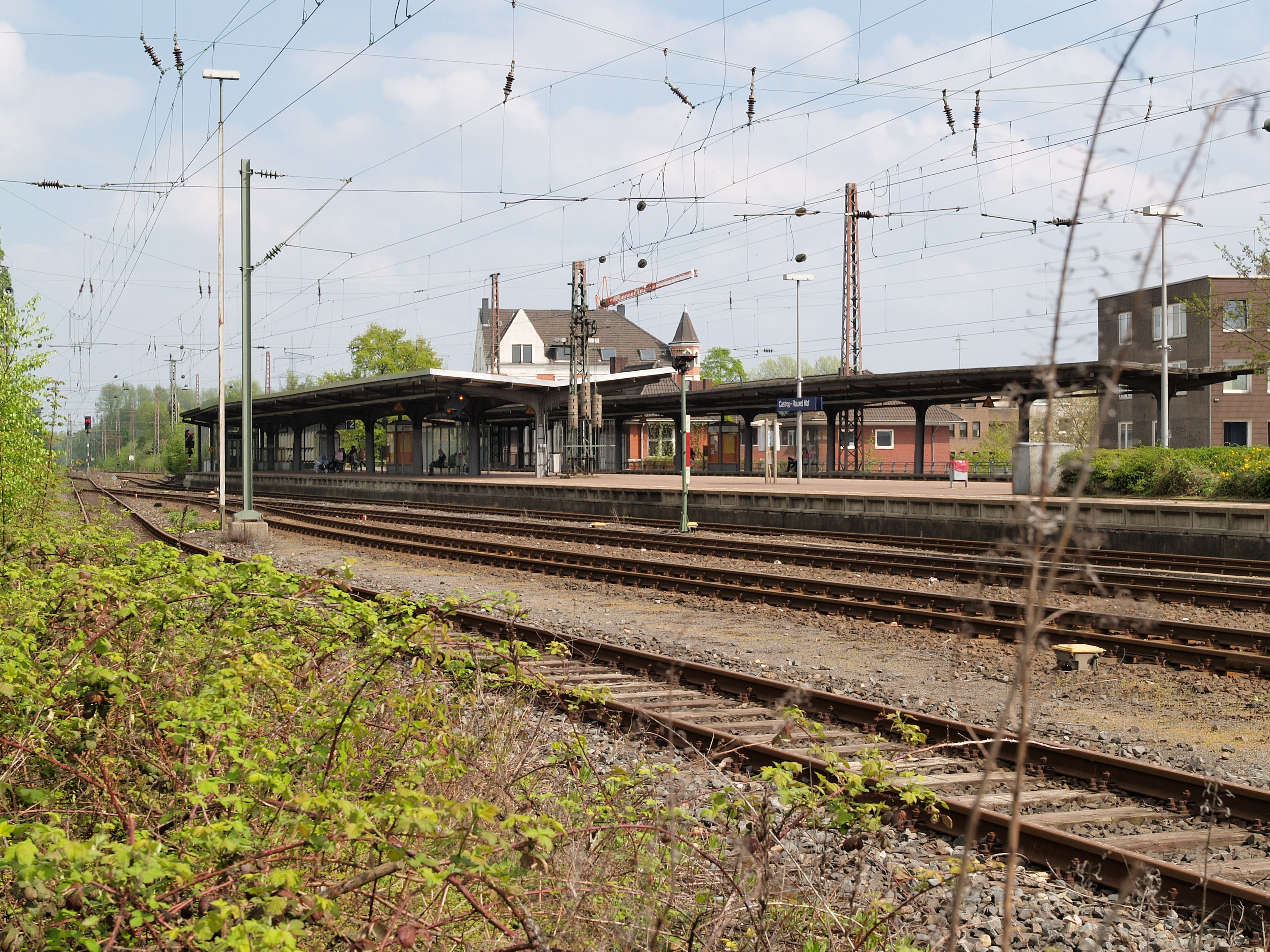
Платформы вокзала Кастроп-Рауксель

Станция в городе Рауксель (города Рауксель и Кастроп были объединены в один город 1 апреля 1926 года) был открыт 15 мая 1847 года, когда Кёльн-Минденская железнодорожная компания проложила железнодорожный участок Дуйсбург-Дортмунд. Несмотря на то, что станция находилась в центре города Рауксель её первоначальное название было Станция Кастроп (нем. Haltepunkt Castrop) и только в конце XIX века она была переименована в Вокзал Рауксель (нем. Rauxel Bf). После объединения городов в 1926 году вокзал получил современное название.

## Движение поездов по станции Кастроп-Рауксель

### REиS-Bahn
| Линия | Название              | Маршрут |
| ----- | --------------------- | --- |
| RE 3  | Rhein-Emscher-Express | Хамм — Камен — Дортмунд — Кастроп-Рауксель — Херне — Ванне-Айкель — Гельзенкирхен — Оберхаузен — Дуйсбург — Аэропорт (Дюссельдорф) — Дюссельдорф |
| S2    | S-Bahn Rhein-Ruhr     | Дортмунд — Кастроп-Рауксель — Херне — Ванне-Айкель — Гельзенкирхен — Оберхаузен — Дуйсбург                                                       |